# Valter Maraschini
Valter Maraschini, noto anche con lo pseudonimo di Walter Maraschini (Roma, 18 febbraio 1949 – Roma, 21 ottobre 2017), è stato un didatta della matematica.
Autore, insieme a Mauro Palma, di molti libri di testo per le scuole e anche di enciclopedie.

## Biografia
Valter Maraschini nasce a Roma il 18 febbraio del 1949. Attualmente è conosciuto soprattutto come Walter perché nelle sue pubblicazioni si è sempre presentato con questa variante del suo nome. Nei primi anni '70 si laurea in matematica alla Università degli Studi di Roma "La Sapienza" e ottiene una borsa di studio con Lucio Lombardo Radice. In quegli stessi anni coniuga lo studio alla pratica politica e forma gruppi di lavoro volti alla produzione di materiale didattico per la formazione dei lavoratori nell'ambito delle 150 ore per il diritto allo studio.
Nel 1976 si abilita all'insegnamento ed inizia l'attività di docente di Matematica e Fisica nella scuola media superiore. Nel 1981, frutto della sua esperienza di docente, edito da Paravia, con Mauro Palma, pubblica "Problemi e modelli della matematica" con cui si propone una struttura di libro dove teoria ed esercizi si fondono in una sola attività. Anche la suddivisione tradizionale per argomenti del primo e del secondo anno del biennio viene sostituita da un testo base ed uno di approfondimenti successivi. Nel 1987 esce la successiva evoluzione della proposta, "Matematica di Base" che raccoglie richieste di docenti che hanno adottato e quindi sperimentato il precedente testo. Rimane tuttavia la stessa struttura basata su problematica da affrontare, esercizi stimolo e successiva riflessione.

Nel 2005 inizia a scrivere voci per l'Enciclopedia dei ragazzi Treccani

Nel 2008 pubblica Bravo in matematica. Lo stesso anno diventa presidente ANIMAT (Associazione Nazionale Insegnanti di Matematica) e porta le istanze di critica dell'associazione alla riforma Gelmini in un incontro organizzato dall'Unione matematica italiana

Nel 2010 è supervisore nell’indirizzo Matematica, Fisica, Informatica presso la SSIS dell’Università del Lazio. 

Nel 2013 con Mauro Palma pubblica la Garzantina.

Nel 2017. il 21 ottobre, dopo lunga malattia, la moglie Simonetta, la ex moglie Valentina e la loro figlia Alice ne annunciano la morte..

## Opere

### Didattica ed enciclopedie
- Giorgio Bini, Lucio Lombardo Radice, Tullio de Mauro, Serena Fanelli, Maurizio Lichtner e Walter Maraschini, Didattica delle 150 ore, Roma, Editori Riuniti, 1975, OCLC 797861547, SBN RAV0883872.
- Lucio Lombardo Radice, La matematica da Newton a Pitagora, curatori scientifici Walter Maraschini, Mauro Palma, Roma, Editori riuniti, 1992, OCLC 9788835936312.
- Walter Maraschini, Marta Menghini e Mauro Palma, Strategie matematiche : costruire, dimostrare, Bologna, Pitagora, 1996, ISBN 9788837108762.
- Walter Maraschini, Marta Menghini e Mauro Palma, Strategie matematiche : formalizzare per risolvere, Bologna, Pitagora, 1997, ISBN 9788837109202.
- Walter Maraschini, Bravo in matematica, Milano, Bruno Mondadori, 2008, ISBN 9788861592346.[12]
- Walter Maraschini e Mauro Palma, Strumenti di lavoro per il docente, Torino, Paravia, 2000, OCLC 930405615.
- Walter Maraschini e Mauro Palma, 2002, Milano, Lettera Matematica Pristem, 2013, OCLC 5661880926.
- Walter Maraschini e Mauro Palma, Enciclopedia della matematica, in Garzantina, Milano, Garzanti, 2013, ISBN 9788811505259.
- Walter Maraschini e Mauro Palma, Matematica A-L, Milano, Corriere della sera, 2014, OCLC 955279132.
- Walter Maraschini e Mauro Palma, Matematica M-Z, Milano, Corriere della sera, 2014, OCLC 955279044.
- Walter Maraschini e Mauro Palma, Matematica, Milano, Corriere della sera, 2014, OCLC 955279026.

#### Enciclopedia dei ragazzi Treccani
Voci consultabili in rete
1. Walter Maraschini, Numero, su treccani.it, 2006.;
2. Walter Maraschini, Geometria, su treccani.it, 2005.
3. Walter Maraschini, Matematica, su treccani.it, 2006.
4. Walter Maraschini, Simmetria, su treccani.it, 2006.
5. Walter Maraschini, Insieme, su treccani.it, 2005.
6. Walter Maraschini, Probabilità, su treccani.it, 2005.
7. Walter Maraschini, Logica matematica, su treccani.it, 2006.
8. Walter Maraschini, Infinito, su treccani.it, 2006.
9. Walter Maraschini, Spazio, su treccani.it, 2006.
10. Walter Maraschini, Trigonometria, su treccani.it, 2006.
11. Walter Maraschini, Problema, su treccani.it, 2006.
12. Walter Maraschini, Poliedro, su treccani.it, 2006.
13. Walter Maraschini, Poligono, su treccani.it, 2006.
14. Walter Maraschini, Numerazione, su treccani.it, 2006.
15. Walter Maraschini, Linguaggio di programmazione, su treccani.it, 2006.
16. Walter Maraschini, Zero, su treccani.it, 2006. URL consultato il 14 marzo 2023.

### Testi scolastici
- Walter Maraschini e Mauro Palma, Problemi e modelli della matematica. 1, Testo/base. per il ginnasio superiore, per la prima classe del liceo scientifico, degli istituti tecnici industriali, nautici, commerciali, per geometri, Torino, Paravia, 1981, ISBN 9788839517814.
- Walter Maraschini e Mauro Palma, Problemi e modelli della matematica per le scuole medie superiori, Torino, Paravia, 1982, OCLC 1005655069.
- Walter Maraschini e Mauro Palma, Manuale dei numeri e delle figure : per insegnanti di matematica della scuola media e del biennio, Torino, Paravia, 1985, OCLC 797397989.
- Walter Maraschini e Mauro Palma, Problemi modelli procedure, Torino, Paravia, 1987, OCLC 1067840625.
- Walter Maraschini e Cristina Scagliarini, Algoritmi in Pascal : per il laboratorio di informatica del biennio di scuola media superiore, Torino, Paravia, 1889, ISBN 9788839500250.
- Walter Maraschini e Mauro Palma, Conoscenze matematiche per il triennio della scuola media superiore 1, Torino, Paravia, 1989, ISBN 9788839505750.
- Walter Maraschini, Marta Menghini e Mauro Palma, Strategie matematiche per il triennio della scuola media superiore, Torino, Paravia, 1990, ISBN 9788839505781.
- Walter Maraschini e Mauro Palma, Approfondimenti di matematica per il triennio della scuola media superiore, Torino, Paravia, 1992, ISBN 9788839505804.
- Walter Maraschini e Cristina Scagliarini, Algoritmi in Pascal : con esercitazioni di matematica al calcolatore, per il biennio della scuola superiore, Torino, Paravia, 1993, ISBN 9788839505217.
- Walter Maraschini e Mauro Palma, Format : la formazione matematica per il biennio, Torino, Paravia, 1998, OCLC 799658618.
- Walter Maraschini e Mauro Palma, Multi ForMat : moduli per la formazione matematica nel biennio, Torino, Paravia, 2000, OCLC 799160235.
- Walter Maraschini e Mauro Palma, MultiForMat. 2, Insiemi, relazioni, funzioni, Torino, Paravia, 2000, OCLC 930405616.
- Walter Maraschini e Mauro Palma, MultiForMat.  3, Calcolo letterale, Torino, Paravia, 2000, OCLC 930405617.
- Walter Maraschini e Mauro Palma, MultiForMat. 4, Trasformazioni geometriche, Torino, Paravia, 2000, OCLC 930405618.
- Walter Maraschini e Mauro Palma, MultiForMat. 5, Equazioni e sistemi di 1° grado, Torino, Paravia, 2000, OCLC 930405717.
- Walter Maraschini e Mauro Palma, MultiForMat. 6, Insieme R ed equazioni di 2° grado, Torino, Paravia, 2000, OCLC 930405718.
- Walter Maraschini e Mauro Palma, MultiForMat. 7, Retta e parabola, Torino, Paravia, 2000, OCLC 930405702.
- Walter Maraschini e Mauro Palma, MultiForMat. 8, Logica di base, Torino, Paravia, 2000, OCLC 930405724.
- Walter Maraschini e Mauro Palma, MultiForMat. 9, Algoritmi e automi, Torino, Paravia, 2000, OCLC 930405726.
- Walter Maraschini e Mauro Palma, MultiForMat. 10, Piano euclideo, Torino, Paravia, 2000, OCLC 930405727.
- Walter Maraschini e Mauro Palma, MultiForMat. 10bis, Geometria euclidea, Torino, Paravia, 2000, OCLC 930405712.
- Walter Maraschini e Mauro Palma, MultiForMat. 11, Geometria del piano, Torino, Paravia, 2000, OCLC 930405713.
- Walter Maraschini e Mauro Palma, MultiForMat. 12, Statistica e probabilità, Torino, Paravia, 2000, OCLC 930405721.
- Walter Maraschini e Mauro Palma, Format, SPE: la formazione sperimentale per il triennio, liceo scientifico sperimentale e scientifico tecnologico, Torino, Paravia, 2002, ISBN 9788839514356.